# رنگین بان (رومشکان)
رنگین بان (رومشکان)، روستایی از توابع بخش مرکزی شهرستان رومشکان در استان لرستان ایران است.

## جمعیت
این روستا در دهستان بازوند قرار دارد و براساس سرشماری مرکز آمار ایران در سال ۱۳۸۵، جمعیت آن ۱٬۵۵۱ نفر (۳۲۴خانوار) بوده‌است.